# Christian Rimestad (författare)
Christian Rimestad, född den 30 januari 1878 i Köpenhamn, död den 25 februari 1943, var en dansk författare, son till politikern Christian Rimestad
Rimestad blev student 1895 och mag. artium 1903, var sedan arit medarbetare i "Politiken" och flera tidskrifter. Han utgav diktsamlingarna Aftnerne (1905), Ilden og asken (1908) och De høstlige hymner (1910), erinrande om modern fransk poesi, samt två litteraturhistoriska arbeten, Fransk poesi i det 19. aarhundrede (1905) och Belgiens store digtere (1915). Han utgav även ett urval av sina dikter i Kærlighedsdigte. Drømmerier og minder (1920) och behandlade den samtida danska lyriken i Fra Stuckenberg til Seedorff (1923) samt verkställde en rad översättningar av Maeterlinck.